# Constantijn Huygens-prijs
De Constantijn Huygens-prijs is een Nederlandse literaire prijs, die sinds 1947 jaarlijks wordt toegekend door de Jan Campert-Stichting. Hij is vernoemd naar de dichter Constantijn Huygens en wordt toegekend voor complete oeuvres. Aan deze prijs is sinds 2017 een geldbedrag van 12.000  euro verbonden (voorheen 10.000 euro).
De prijs werd niet toegekend in 1968. Jan Wolkers, aan wie de prijs in 1982 werd toegekend, weigerde de prijs in ontvangst te nemen.

## Gelauwerden
- 1947 - P.N. van Eyck
- 1948 - Adriaan Roland Holst
- 1949 - J.C. Bloem
- 1950 - Geerten Gossaert

- 1951 - Willem Elsschot
- 1952 - Niet toegekend

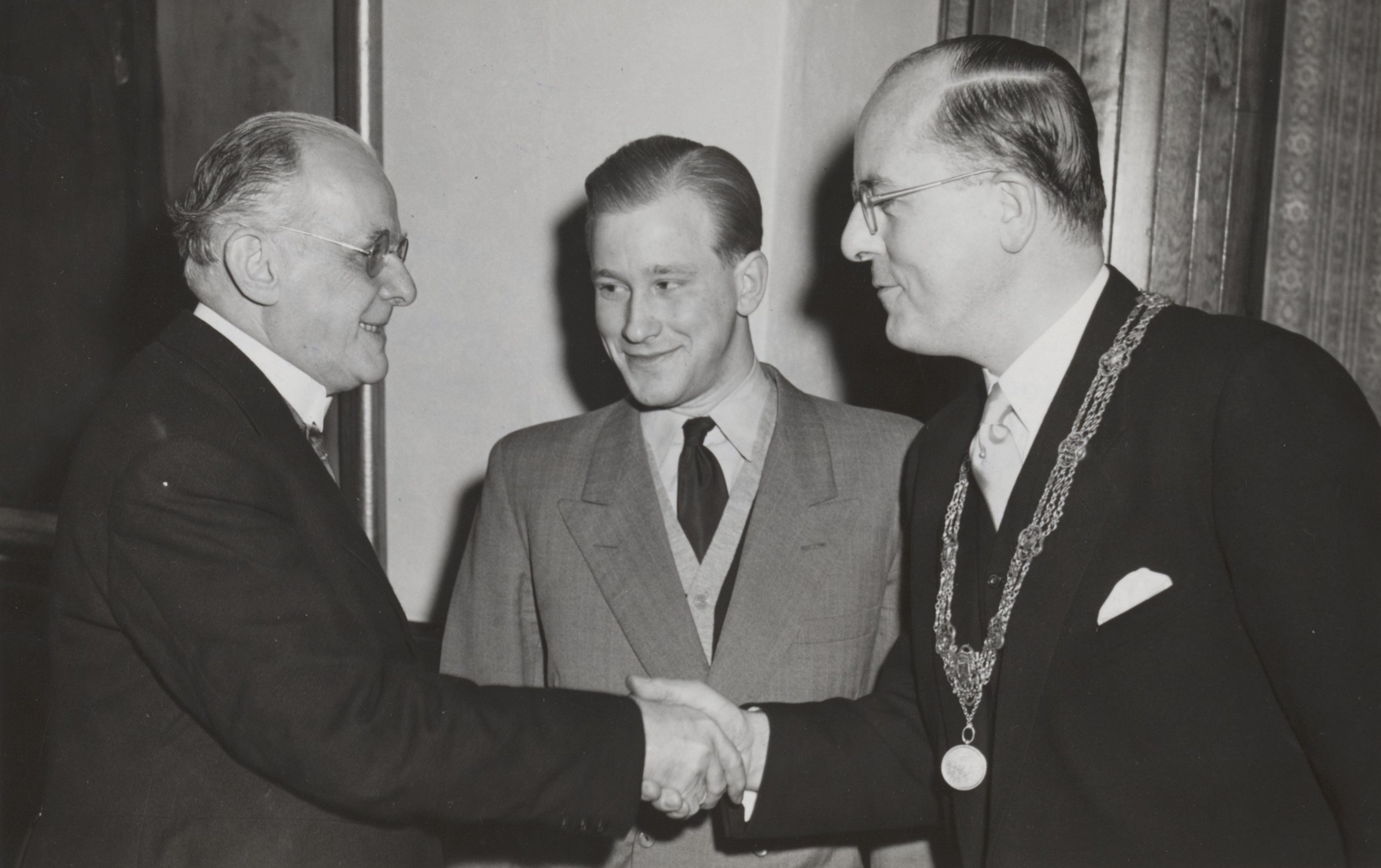
Geerten Gossaert (1950)

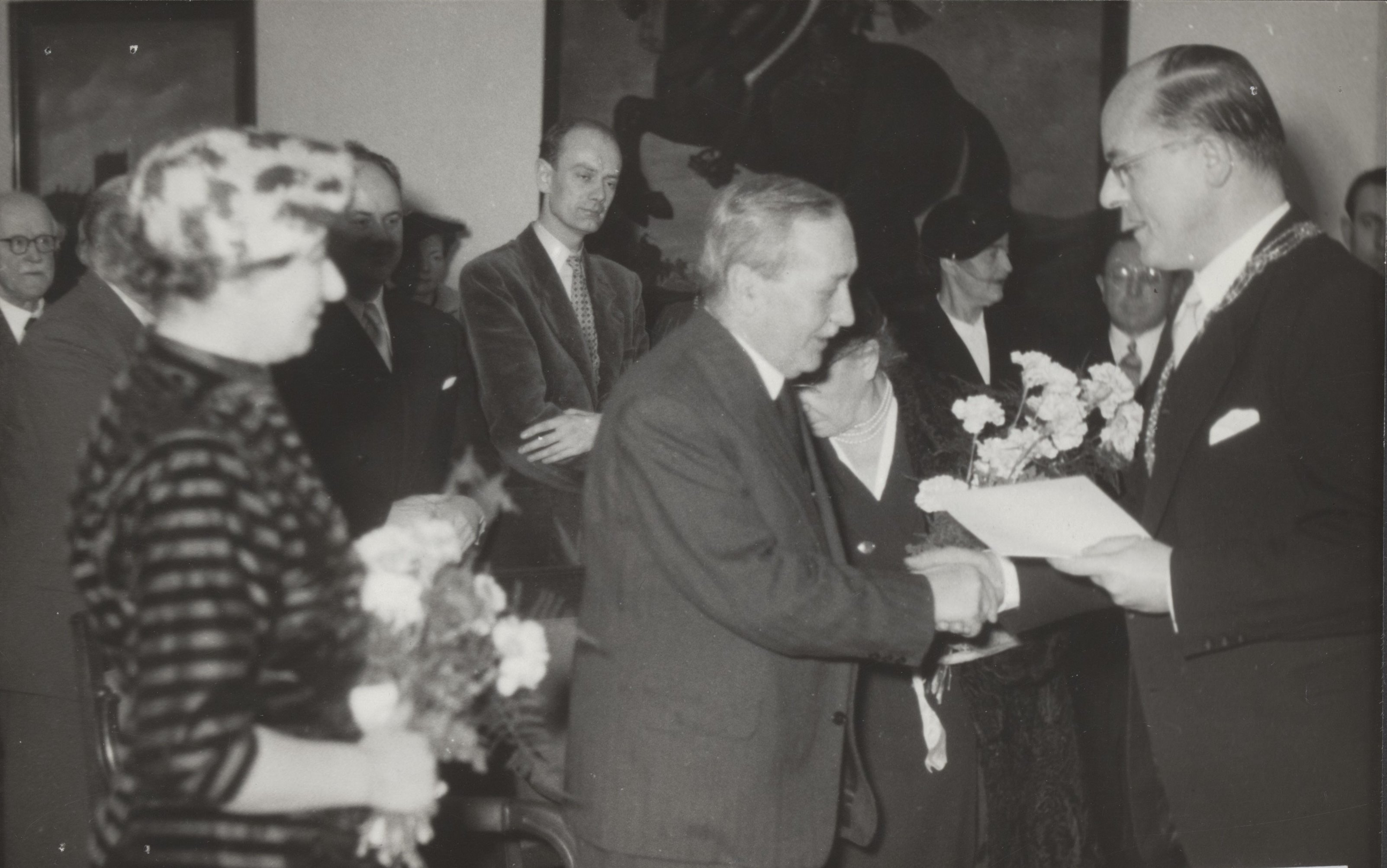
Willem Elsschot (1951)

- 1953 - Martinus Nijhoff (postuum toegekend)

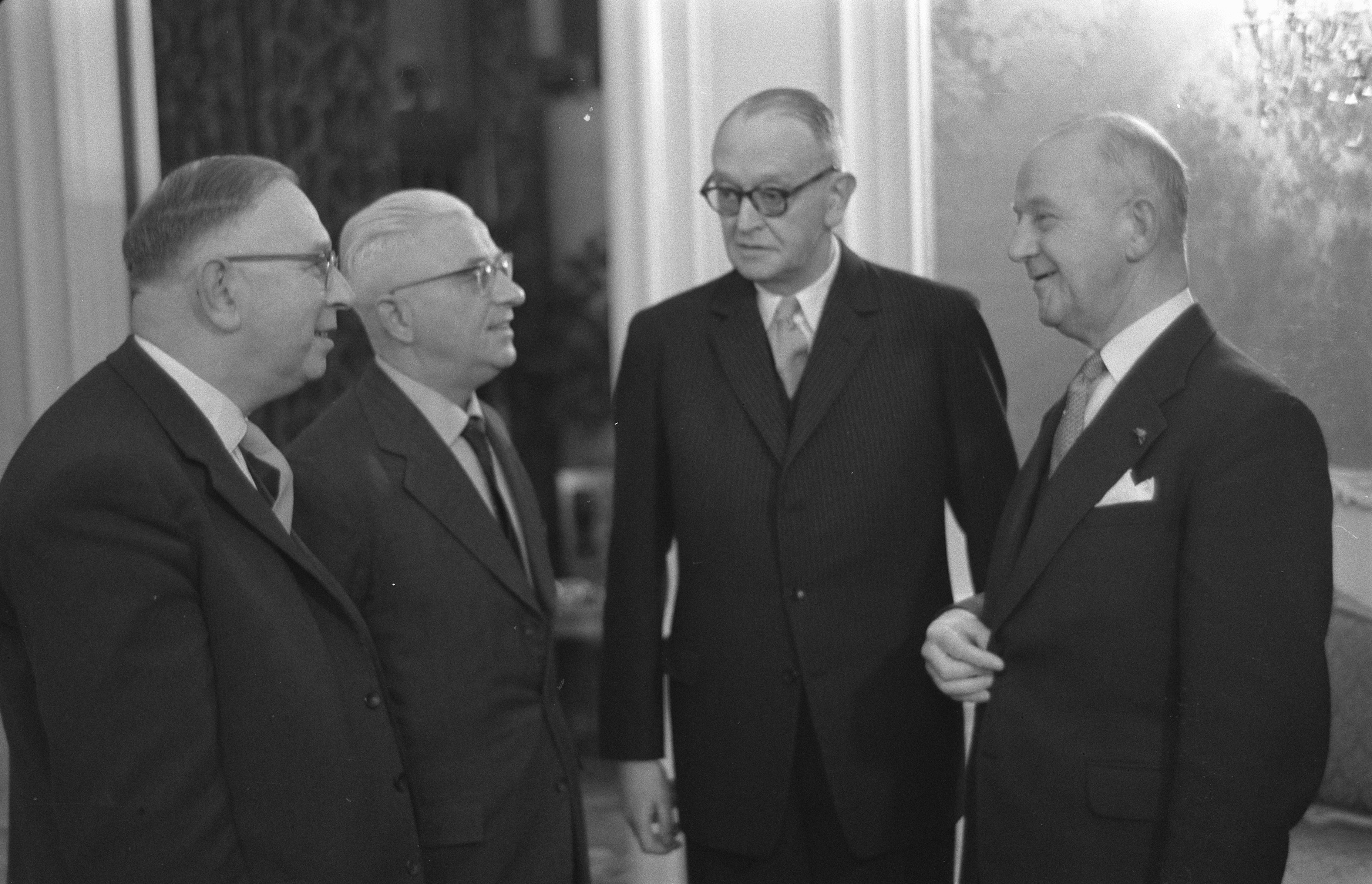
Uitreiking van de Constantijn Huygensprijs 1959. V.l.n.r.: Jos Panhuysen, Gerrit Achterberg, mr. A. Mout, burgemeester Kolfschoten

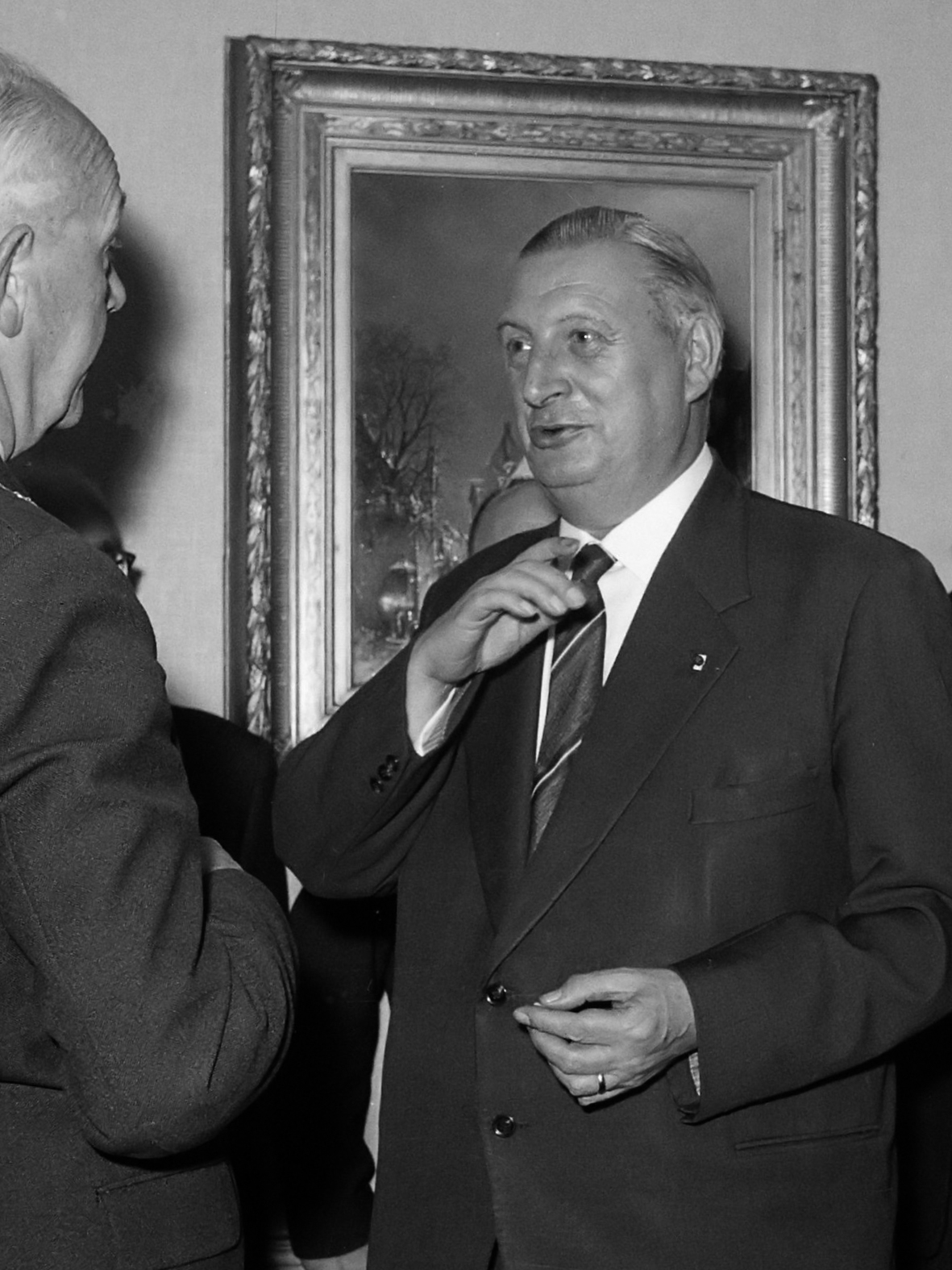
Anton van Duinkerken (1960)

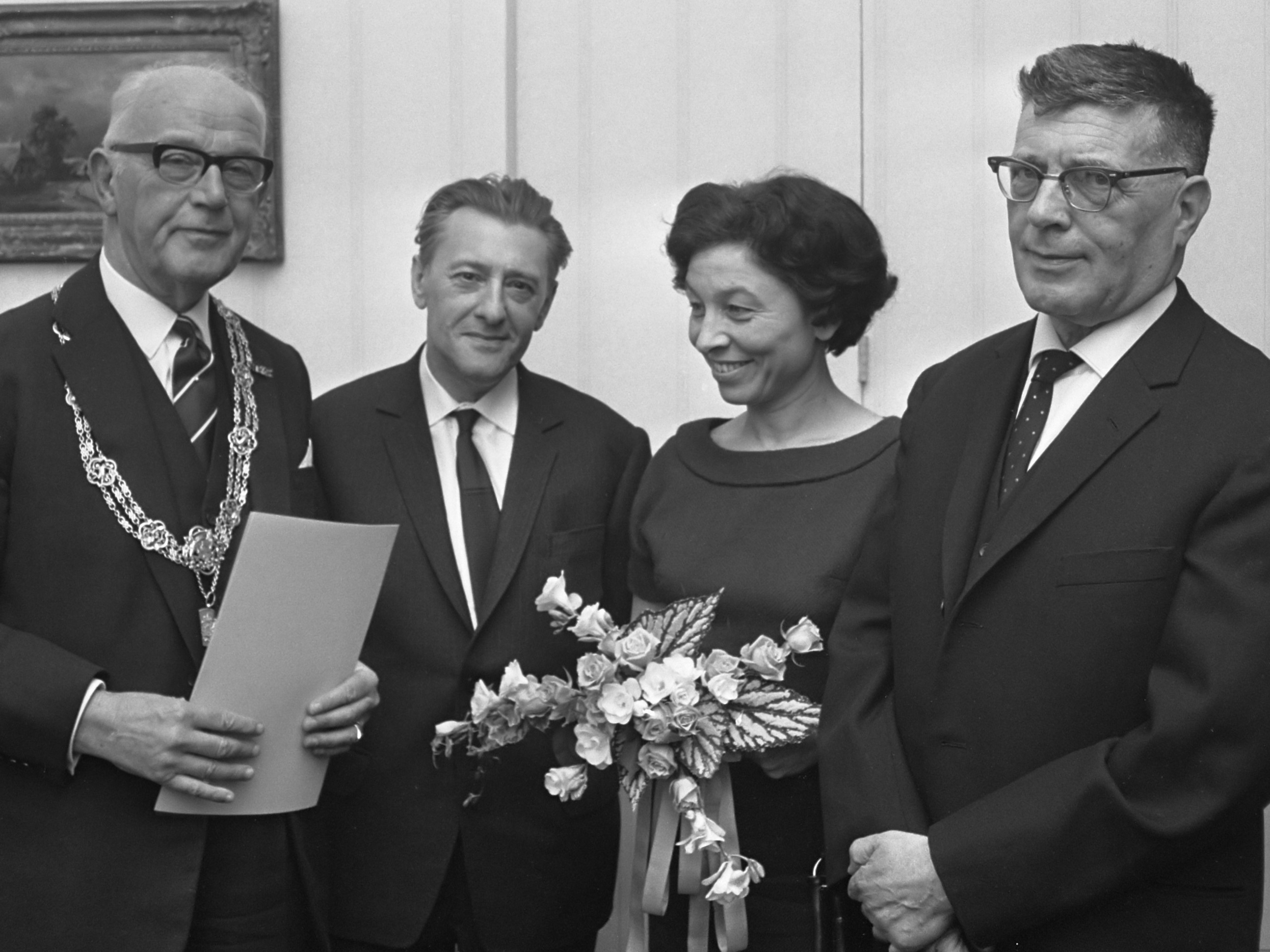
Louis-Paul Boon (1966)

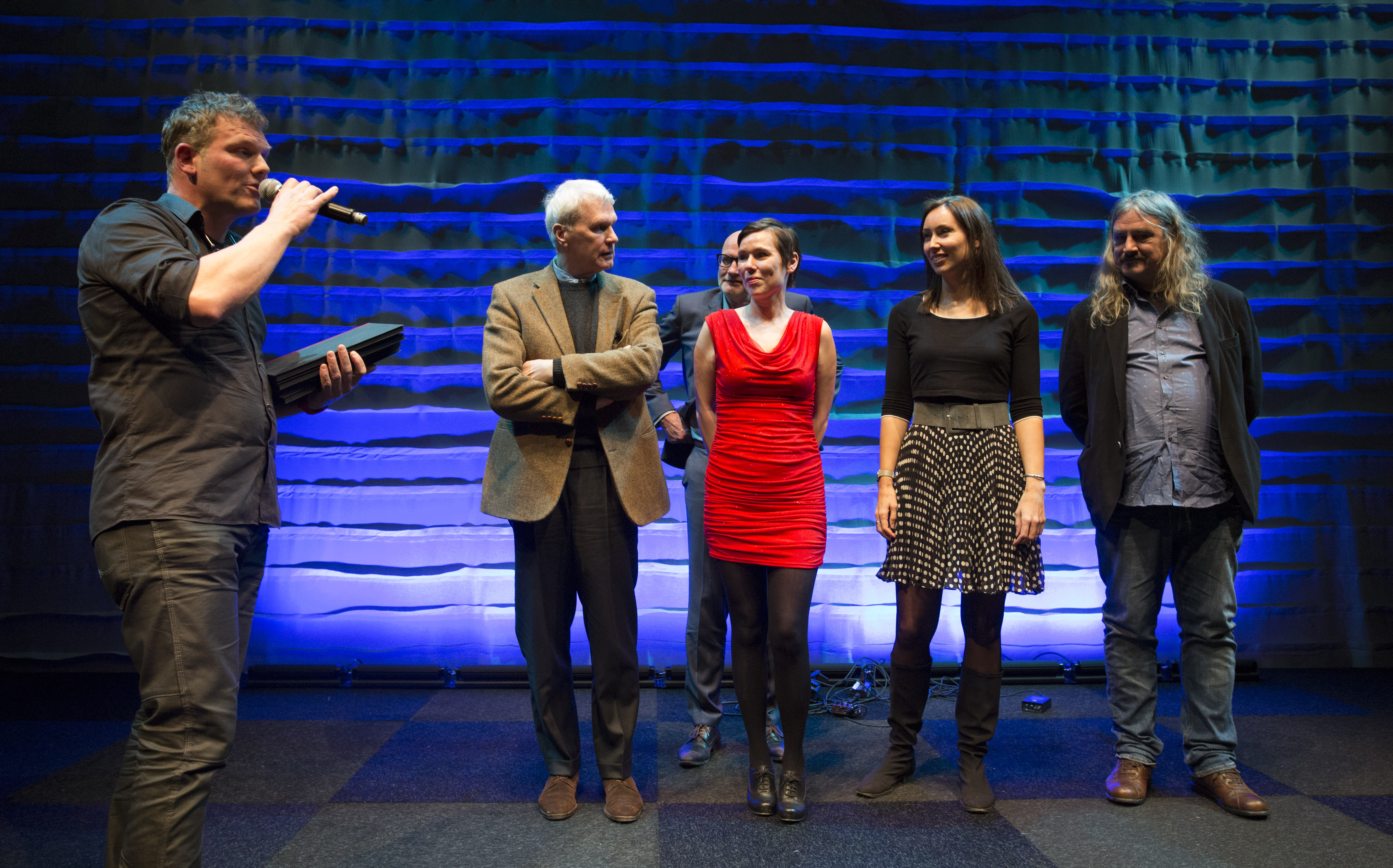
Adriaan van Dis (Constantijn Huygensprijs 2015)

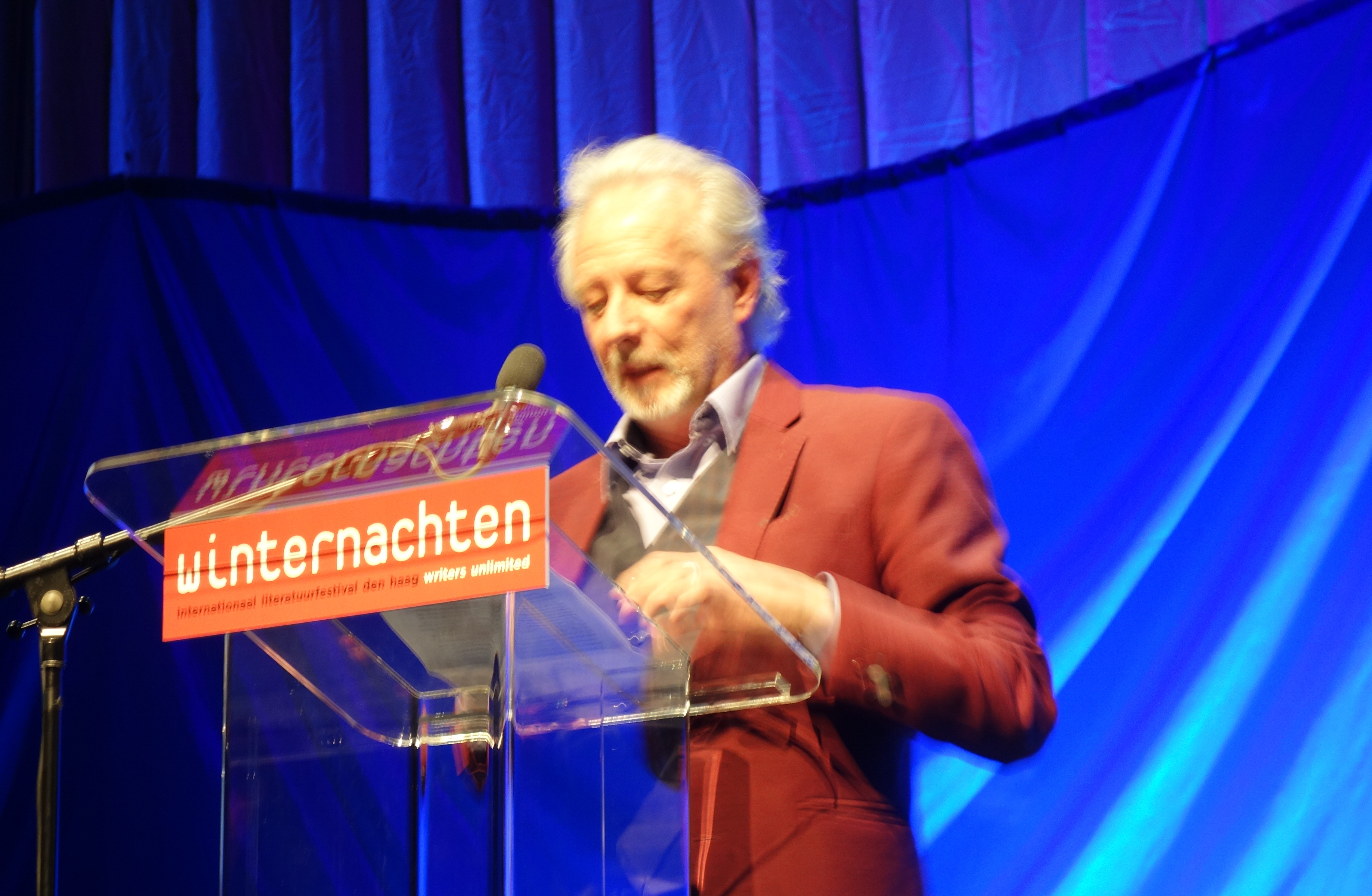
Stefan Hertmans (Constantijn Huygensprijs 2019)

- 1954 - Jan Engelman
- 1955 - Simon Vestdijk
- 1956 - Pierre Kemp
- 1957 - F. Bordewijk
- 1958 - Victor E. van Vriesland

- 1959 - Gerrit Achterberg

- 1960 - Anton van Duinkerken
- 1961 - Simon Carmiggelt
- 1962 - Hendrik de Vries
- 1963 - Jan van Nijlen
- 1964 - Abel J. Herzberg
- 1965 - Lucebert

- 1966 - Louis Paul Boon
- 1967 - Jan Greshoff
- 1968 - Niet toegekend
- 1969 - Maurice Gilliams
- 1970 - Annie Romein-Verschoor
- 1971 - F.C. Terborgh
- 1972 - Han G. Hoekstra
- 1973 - Beb Vuyk
- 1974 - M. Vasalis
- 1975 - A. Alberts
- 1976 - Jan G. Elburg
- 1977 - Harry Mulisch
- 1978 - Elisabeth Eybers
- 1979 - Hugo Claus
- 1980 - Alfred Kossmann
- 1981 - Hella S. Haasse
- 1982 - Jan Wolkers (geweigerd)
- 1983 - Rob Nieuwenhuys
- 1984 - J. Bernlef
- 1985 - Pierre H. Dubois
- 1986 - Gerrit Krol
- 1987 - Annie M.G. Schmidt
- 1988 - Jacques Hamelink
- 1989 - Anton Koolhaas
- 1990 - Hans Faverey
- 1991 - Bert Schierbeek
- 1992 - Cees Nooteboom
- 1993 - Jeroen Brouwers
- 1994 - Judith Herzberg
- 1995 - F. Springer
- 1996 - H.C. ten Berge
- 1997 - Leonard Nolens
- 1998 - H.H. ter Balkt
- 1999 - Willem Jan Otten
- 2000 - Charlotte Mutsaers
- 2001 - Louis Ferron
- 2002 - Kees Ouwens
- 2003 - Sybren Polet
- 2004 - Willem G. van Maanen
- 2005 - Marga Minco
- 2006 - Jacq Vogelaar

- 2007 - Toon Tellegen
- 2008 - Anneke Brassinga
- 2009 - Arnon Grunberg
- 2010 - A.L. Snijders
- 2011 - A.F.Th. van der Heijden
- 2012 - Joke van Leeuwen

- 2013 - Tom Lanoye
- 2014 - Mensje van Keulen
- 2015 - Adriaan van Dis
- 2016 - Atte Jongstra
- 2017 - Hans Tentije
- 2018 - Nelleke Noordervliet
- 2019 - Stefan Hertmans
- 2020 - Guus Kuijer
- 2021 - Peter Verhelst
- 2022 - Marion Bloem
- 2023 - Anjet Daanje
- 2024 - Tomas Lieske
- 2025 - Lieke Marsman